# Ligue de hockey de l'Ouest
Pour les anciennes ligues homonymes, voir Western Hockey League (homonymie).
La Ligue de hockey de l’Ouest (en anglais : Western Hockey League - WHL) est l'une des trois ligues junior majeur de niveau A tier I qui constituent la Ligue canadienne de hockey (également désignée par le sigle LCH). Elle se compose de 22 équipes (dont cinq aux États-Unis) réparties en quatre divisions. Le club champion de la ligue reçoit la Coupe Ed Chynoweth. La ligue peut être désignée en français par le sigle « LHOu » afin d'éviter de confondre la ligue avec la Ligue de hockey de l'Ontario (LHO).

## Historique
En 1966, malgré une victoire de son équipe lors de la Coupe Memorial 1966, le propriétaire des Oil Kings d'Edmonton, Bill Hunter, s'inquiète de plus en plus de l'état du hockey junior dans l'Ouest canadien. Chacune des quatre provinces de l'Ouest possède sa propre ligue junior et Hunter estime que cela les désavantage lorsqu'ils doivent affronter ligues de l'Ontario et du Québec réputées plus talentueuses. Désirant une concurrence plus forte, les Oil Kings de Hunter ont joué la saison 1965-1966 dans la Ligue de hockey senior de l'Alberta plutôt que dans la Ligue de hockey junior de l'Alberta. Au cours du tournoi de la coupe Memorial de 1966, Hunter fait la une des journaux lorsqu'il a fait part de sa vision d'une ligue de hockey sur glace junior nationale qui disputerait la coupe Memorial. Le deuxième vice-président de l'Association de hockey amateur du Canada, Lloyd Pollock lui répond en disant que l'idée ne serait rien de plus qu'une chimère et ne serait pas réalisable alors que l'AHAC est en train de négocier un accord de développement avec la Ligue nationale de hockey. 
L'ACHA informe les Oil Kings qu'ils sont tenus dans jouer dans une ligue de hockey junior pour la prochaine sous peine de ne pas être autorisés à participer à la Coupe Memorial 1967. Hunter décide alors de créer une nouvelle ligue de hockey pour les équipes de l'Alberta et de la Saskatchewan : la Canadian Major Junior Hockey League. Avec l'ancienne vedette de la LNH et des Rangers de New York, Frank Boucher, en tant que commissionnaire, elle regroupe les Bruins d'Estevan, les Pats de Regina, les Canucks de Moose Jaw, les Blades de Saskatoon, les Red Wings de Weyburn, les Buffaloes de Calgary et les Oil Kings d'Edmonton. L'ACHA réagit en déclarant que la CMJHL est une ligue hors la loi et suspend toutes les équipes et tous les joueurs de la participation aux événements sanctionnés par l'ACHA. Les dirigeants engagent le bras de fer avec l'ACHA en considérant que cette dernière outre-passe ses prérogatives ; avec le soutien des joueurs et de leurs familles, la première saison de la ligue est tout de même programmée. Le 30 mars 1967, la CMJHL entame une action en justice contre la direction de l'ACHA afin de pouvoir participer aux séries de la Coupe Memorial. La première finale de l'histoire des séries éliminatoires voit la victoire des Canucks de Moose Jaw contre les Pats de Regina 4 rencontres à 1.
En 1978, la Ligue de hockey de l'Ouest canadien devient la Ligue de hockey de l'Ouest

### Mouvements de franchise
- 1970 : Régina se voit accorder une franchise, les Pats de Régina qui sont placés dans la division de l'Est ; les Tigers de Medicine Hat sont également créés et rejoignent la division de l'Ouest.
- 1971 : les Bruins d'Estevan déménagent à New Westminster et changent de division (Bruins de New Westminster) tandis que les Cougars de Victoria et les Nats de Vancouver viennent se joindre à la division de l'Ouest. Swift Current et Saskatoon se retrouvent dans la division de l'Est.
  - Division de l'Est : Bombers, Jets, Wheat Kings, Pats, Broncos et Blades
  - Division de l'Ouest : Oil Kings, Centennials, Tigers, Bruins, Cougars et Nats
- 1973 : les Nats de Vancouver déménagent à Kamloops (Chiefs de Kamloops). Les Jets de Winnipeg deviennent les Clubs de Winnipeg.
- 1974 : les Broncos de Swift Current déménagent à Lethbridge pour prendre le nom de Broncos de Lethbridge.
- 1976 : les Oil Kings d'Edmonton déménagent à Portland. L'équipe des Clubs de Winnipeg prend le nom de Monarchs de Winnipeg. La ligue est séparée en trois divisions :
  - Division de l'Est : Brandon, Saskatoon, Flin Flon et Regina
  - Division Centrale : Medicine Hat, Winnipeg, Lethbridge et Calgary
  - Division de l'Ouest : New Westminster, Kamloops, Portland, Victoria
- 1977 : les Monarchs de Winnipeg et les Chiefs de Kamloops fusionnent pour créer les Breakers de Seattle qui évolueront dans la division de l'Ouest. Les Bighorns de Billings naissent et sont ajoutés à la division Centrale. Les Centennials de Calgary deviennent les Wranglers de Calgary.
- 1978 : les Bombers de Flin Flon déménagent à Edmonton pour une saison (Oil Kings d'Edmonton).
- 1979 : Les Oil Kings d'Edmonton déménagent à Great Falls et deviennent les Americans de Great Falls. L'équipe est dissoute le 16 décembre. La LHOu est divisée en deux divisions :
  - Division de l'Ouest : Portland, Victoria, Seattle et New Westminster
  - Division de l'Est : Regina, Calgary, Medicine Hat, Billings, Brandon, Lethbridge et Saskatoon.
- 1980 : les Warriors de Winnipeg et les Flyers de Spokane sont créés pour jour respectivement dans les divisions de  l'Est et de l'Ouest.
- 1981 : les Bruins de New Westminster déménagent à Kamloops (Blazers de Kamloops). Les Flyers de Spokane sont dissous le 2 décembre.
- 1982 : les Bighorns de Billings sont dissous. Les Raiders de Prince Albert, les Islanders de Nanaimo et les Wings de Kelowna sont créées. Prince Albert évolue dans la division de l'Est ; Kelowna et Nanaimo dans la division de l'Ouest.
- 1983 : les Islanders de Nanaimo déménagent à New Westminster.
- 1984 : les Warriors de Winnipeg déménagent à Moose Jaw (Canucks de Moose Jaw). Les Junior Oilers de Kamloops deviennent les Blazers de Kamloops.
- 1985 : les Wings de Kelowna déménagent à Spokane pour devenir les Chiefs de Spokane. Les Breakers de Seattle deviennent les Thunderbirds de Seattle.
- 1986 : les Broncos de Lethbridge déménagent à Swift Current et reprennent leur nom original.
- 1987 : les Wranglers de Calgary déménagent à Lethbridge.
- 1988 : les Bruins de New Westminster deviennent les Americans de Tri-City.
- 1991 : les Rockets de Tacoma reçoivent une franchise dans la division de l'Ouest.
- 1992 : les Rebels de Red Deer reçoivent une franchise dans la division de l'Est.
- 1994 : les Cougars de Victoria déménagent à Prince George.
- 1996 : l'Ice de Edmonton est créé dans la division Centrale. Swift Current est transférée dans la division de l'Est.
- 1998 : l'Ice d'Edmonton déménage à Cranbrook et devient l'Ice de Kootenay.
- 2001 : les Giants de Vancouver se voient attribuer une franchise. La WHL est redivisée en deux Association de deux divisions chacune :
  - Conférence de l'Est :
    - Est : Brandon, Regina, Moose Jaw, Saskatoon et Prince Albert
    - Centrale: Red Deer, Swift Current, Lethbridge, Calgary et Medicine Hat

  - Conférence de l'Ouest : 
    - Colombie-Britannique : Kamloops, Kootenay, Prince George, Kelowna et Vancouver
    - États-Unis : Portland, Spokane, Tri-City et Seattle.
- 2003 : les Silvertips d'Everett sont créés et évoluent dans la division des États-Unis.
- 2005 : le plan de déménager les Americans de Tri-City à Chilliwack est voté par les dirigeants de la ligue ; cependant, trois semaines plus tard, la ligue revient sur sa décision et accorde à Chilliwack une franchise, les Bruins de Chilliwack, qui évolueront dans la ligue dès la saison 2006-2007. Les Americans de Tri-City demeurent à Tri-City, sous une nouvelle administration menée par deux anciens joueurs des Americans et joueurs actuels de la Ligue nationale de hockey (LNH), Stu Barnes et Olaf Kölzig.
- 2008 : la ligue accueille une nouvelle franchise, les Oil Kings d'Edmonton. À partir de la saison 2007-2008, le classement général par association prévaudra pour les séries de fin de saison.
- 2011 : les Bruins de Chilliwack déménagent à Victoria et deviennent les Royals de Victoria.
- 2019 : le Ice de Kootenay déménage à Winnipeg et devient le Ice de Winnipeg.

## Équipes du circuit
| Division | Équipe                   | Ville                        | Patinoire                          |
| -------- | ------------------------ | ---------------------------- | ---------------------------------- |
| Est      | Wheat Kings de Brandon   | Brandon (Manitoba)           | Westman Communications Group Place |
| Est      | Warriors de Moose Jaw    | Moose Jaw (Saskatchewan)     | Moose Jaw Civic Centre             |
| Est      | Raiders de Prince Albert | Prince Albert (Saskatchewan) | Art Hauser Centre                  |
| Est      | Pats de Regina           | Regina (Saskatchewan)        | Brandt Centre                      |
| Est      | Blades de Saskatoon      | Saskatoon (Saskatchewan)     | SaskTel Centre                     |
| Est      | Ice de Winnipeg          | Winnipeg (Manitoba)          | Wayne Fleming Arena                |
| Centrale | Hitmen de Calgary        | Calgary (Alberta)            | Scotiabank Saddledome              |
| Centrale | Oil Kings d'Edmonton     | Edmonton (Alberta)           | Rogers Place                       |
| Centrale | Hurricanes de Lethbridge | Lethbridge (Alberta)         | ENMAX Centre                       |
| Centrale | Tigers de Medicine Hat   | Medicine Hat (Alberta)       | Medicine Hat Arena                 |
| Centrale | Rebels de Red Deer       | Red Deer (Alberta)           | ENMAX Centrium                     |
| Centrale | Broncos de Swift Current | Swift Current (Saskatchewan) | Credit Union iPlex                 |

| Division              | Équipe                   | Ville                                | Patinoire                                 |
| --------------------- | ------------------------ | ------------------------------------ | ----------------------------------------- |
| Colombie- Britannique | Royals de Victoria       | Victoria (Colombie-Britannique)      | Save-on-Foods Memorial Centre             |
| Colombie- Britannique | Blazers de Kamloops      | Kamloops (Colombie-Britannique)      | Interior Savings Centre                   |
| Colombie- Britannique | Rockets de Kelowna       | Kelowna (Colombie-Britannique)       | Prospera Place                            |
| Colombie- Britannique | Cougars de Prince George | Prince George (Colombie-Britannique) | CN Centre                                 |
| Colombie- Britannique | Giants de Vancouver      | Vancouver (Colombie-Britannique)     | Pacific Coliseum                          |
| États- Unis           | Silvertips d'Everett     | Everett (État de Washington)         | Comcast Arena at Everett                  |
| États- Unis           | Winter Hawks de Portland | Portland (Oregon)                    | Veterans Memorial Coliseum et Moda Center |
| États- Unis           | Thunderbirds de Seattle  | Seattle (État de Washington)         | ShoWare Center                            |
| États- Unis           | Chiefs de Spokane        | Spokane (État de Washington)         | Spokane Veterans Memorial Arena           |
| États- Unis           | Americans de Tri-City    | Kennewick (État de Washington)       | Toyota Center                             |

## Trophées et récompenses
- Coupe Ed-Chynoweth— vainqueur des séries éliminatoires
- Trophée Scotty-Munro — vainqueur de la saison régulière
- Trophée commémoratif des quatre Broncos — joueur de l'année
- Trophée Daryl-K.-(Doc)-Seaman — joueur étudiant de l'année
- Trophée Bob-Clarke — meilleur pointeur
- Trophée Brad-Hornung — joueur ayant le meilleur esprit
- Trophée commémoratif Bill-Hunter — meilleur défenseur
- Trophée Jim-Piggott — recrue de l'année
- Trophée Del-Wilson — meilleur gardien
- Trophée Dunc-McCallum— meilleur entraîneur
- Trophée Lloyd-Saunders— meilleur directeur
- Trophée Allen-Paradice— meilleur arbitre
- Trophée St. Clair Group — trophée du marketing et des relations publiques
- Trophée Doug-Wickenheiser — humanitaire de l'année
- Trophée plus-moins de la LHOu
- Trophée airBC — meilleur joueur des séries éliminatoires

## Repêchage bantam
La LHOu organise chaque année, généralement le premier jeudi du mois de mai, un repêchage bantam pour permettre à des joueurs de 15 ans d'être intégrés dans les équipes de hockey sur glace de niveau junior majeur. Le repêchage de la LHOu inclus quatre provinces canadiennes et 20 États américains.